# Komondy Zoltán
Komondy Zoltán (Sárvár, 1892. április 7. – Budapest, 1957. szeptember 17.) gépészmérnök, műegyetemi tanár, a műszaki tudományok kandidátusa (1952).

## Életrajza
1910-ben érettségizett Kőszegen, a bencés gimnáziumban. az első világháborús katonai évei miatt csak 1920-ban szerzett gépészmérnöki oklevelet a budapesti József Műegyetemen. 
1920–25 között a MÁVAG-ban dolgozott először munkásként majd gépkonstruktőrként, 1924-től pedig a mozdonyszerkesztési osztály vezetője lett. Ezzel egyidejűleg – Schimanek Emil professzor meghívására – 1921-től óraadó tanársegéd, 1923-tól másodállású, 1926-tól főállású egyetemi adjunktus, 1932-től pedig intézeti tanárként a tanszék géplaboratóriumának vezetője lett. 1941-től műszaki doktor, 1945-től egyetemi magántanár, majd 1946-ban, 54 évesen kinevezték nyilvános rendes egyetemi tanárnak. Kinevezése után nagy lelkesedéssel fogott hozzá a tanszék fejlesztéséhez; sorra kapta közéleti megbízásait is.
Megbízatásai közül néhány: 1946-tól az Országos Automobil Kísérleti Állomás igazgatója lett, 1948–49 között a Technológiai és Anyagvizsgáló Intézet igazgatója; 1948-tól pedig a Műszaki és Természettudományi Egyesületek Szövetségének (MTESZ-nek) első elnöke, majd 1949-től a Hőtechnikai Kutató Intézet igazgatója lett, végül 1952–1955 között a BME rektorhelyettese.

## Munkássága
A két világháború között cikkeket, tanulmányokat írt. Ő írta a Gépészeti zsebkönyv Hőtan, Belső égésű motorok és Tüzelőanyagok és az elégés című fejezeteit. A második világháború alatt írta füzeteit a Mérnök-továbbképző Intézet gépészeti sorozata számára. Ezek lettek a későbbiekben először egyetemi jegyzetek, majd tankönyvek, amelyek azután több kiadást is megértek.

## Főbb művei
- Előmelegített tüzelőanyaggal táplált Dieselmotorban lefolyó égés vizsgálata. [Műszaki doktori értekezés.] (Budapest, 1941.)

A Mérnöki Továbbképző Intézet kiadásában megjelent munkái:
- Gázgépek, 1942, 1945.
- A hőenergia-gazdálkodás alapelvei, 1942, 1945.
- Hűtés és jéggyártás, 1943.
- Korszerű tüzelések, 1947.

A Tankönyvkiadó gondozásában megjelent munkái:
- Műszaki hőtan, 1950.
- Hűtőgépek, 1952, 1954, 1960.
- Gőzgépek, gőz- és gázturbinák. I-II. 1953-56, 1958.